# Лепенан, Жоанн
Жоа́нн Тео́ Том Лепена́н (фр. Johann Théo Tom Lepenant; род. 22 октября 2002, Гранвиль) — французский футболист, опорный полузащитник клуба «Олимпик Лион», выступающий на правах аренды за клуб «Нант».

## Клубная карьера
Лепенан — воспитанник клубов «Гранвиль» и «Кан». В 2020 году в матче против «Родеза» Жоанн дебютировал в Лиге 2 в составе последнего. Летом 2022 года Лепенан перешёл в «Лион», подписав контракт на 5 лет. Сумма трансфера составила 4,25 млн евро. 5 августа в матче против «Аяччо» он дебютировал в Лиге 1. 29 января 2023 года в поединке против «Аяччо» Жоанн забил свой первый гол за «Лион». 

## Международная карьера
В 2019 года в составе юношеской сборной Франции Лепенан принял участие в юношеском чемпионате Европы в Ирландии. На турнире он сыграл в матчах против команд Нидерландов, Англии и Швеции.
В том же году Лепенан принял участие в юношеском чемпионате мира в Бразилии. На турнире он сыграл в матчах против команд Гаити, Бразилии и Нидерландов.